# 米内罗体育场
19°51′57″S 43°58′15″W / 19.86583°S 43.97083°W
米内罗体育场（葡萄牙語：Mineirão，葡萄牙語發音：[minejˈɾɐ̃w]），正式名称为马加良埃斯·平托州长体育场（Estádio Governador Magalhães Pinto），为巴西米纳斯吉拉斯州贝洛奥里藏特市的一个体育场，为该州最大的足球场，也是巴西全国第2大足球场。该体育场为2014年世界杯足球赛的主体育场，亦為2013年联合会杯、2016年夏季奥运会的的比赛场地。

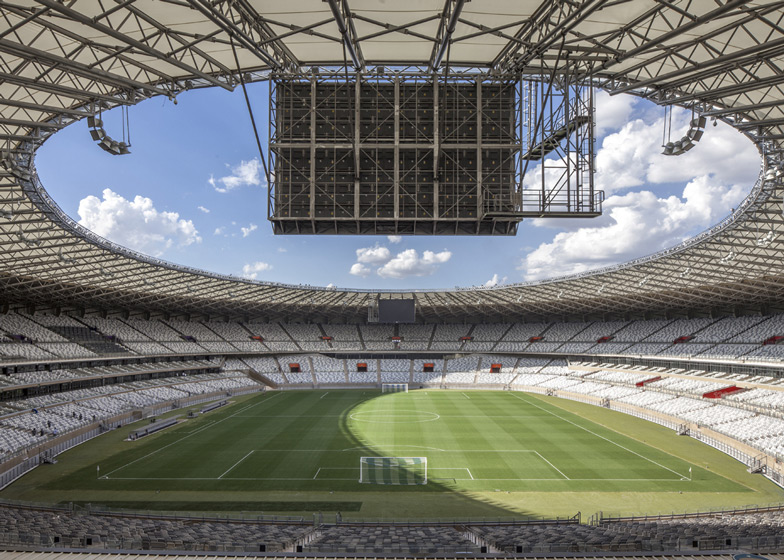
米内罗体育场內部全景

## 外部連結/圖片
- Stadium picture[永久]
- FIFA 頁面 （页面存档备份，存于）